# Легенда о волках
«Легенда о волках» (англ. Wolfwalkers) — полнометражный анимационный фильм Томма Мура и Росса Стюарта, вышедший в 2020 году. Рассказывающий о встрече английской девочки, переехавшей в Ирландию, с девочкой-оборотнем, живущей в лесу вместе со стаей волков. Как и предыдущие фильмы Мура «Тайна Келлс» и «Песнь моря», фильм основан на фольклоре и истории Ирландии.
Премьера фильма состоялась на Кинофестивале в Торонто 12 сентября 2020 года. Фильм был высоко оценён критиками, отметившими как его сюжет, так и визуальную составляющую.

## Сюжет
Действие происходит во время английского завоевания Ирландии (1650) в городе Килкенни и его окрестностях. Из Англии сюда недавно переехал вдовец Билл Гудфеллоу с дочерью-подростком Робин, которую он всячески опекает и запрещает выходить за пределы крепостной стены. Городом управляет лорд-протектор, у которого Гудфеллоу служит главным охотником. Его задача — уничтожить волчью стаю в окрестных лесах, однако волков не удаётся поймать, хотя Гудфеллоу каждый день ставит капканы. Между тем, в городе ходят слухи, что вожаками стаи являются не волки, а «сноволки», волки-оборотни.
Не послушавшись отца, Робин, которой тоже хочется поучаствовать в охоте, отправляется в лес, где сталкивается с волками и знакомится с рыжей девочкой Мэб, которая оказывается сноволчицей. Мэб объясняет Робин, что сноволки выглядят как люди, но во время сна превращаются в волков. Мэб также показывает Робин тайное логово волков, которое скрыто от глаз людей. Мать Мэб спит в этом логове, но не может проснуться, потому что её, по всей видимости, где-то поймали в облике волчицы. Робин пытается объяснить отцу, что волков не надо истреблять, но надо дать им уйти из леса, однако отец не верит ей.
Днём Робин за непослушание отправляют работать в замок лорда-протектора, где она моет посуду и полы и стирает. Она слышит голос, зовущий её из одной из комнат, где находится большая клетка, накрытая покрывалом. Однако Робин не удаётся подойти к клетке, потому что входить в комнату запрещено. Между тем, из-за того, что Мэб при первой встрече укусила Робин в руку, та теперь сама становится сноволком и ночью бегает по городу, где её чуть не убивает стража. Поднимается паника, и лорд-протектор обещает сжечь весь лес. Он созывает народ на площадь, куда приносят клетку: оказывается, в клетке в облике волка находится пойманная Молл, мать Мэб. Мэб прибегает из леса, чтобы спасти мать, но ей это не удаётся. Лорд-протектор приказывает Гудфеллоу убить волчицу, но Робин встаёт у него на пути и в конце концов освобождает Молл от оков и верхом на ней скачет в лес. В погоню пускается Гудфеллоу и лорд-протектор с солдатами. Гудфеллоу ранит стрелой волчицу; её дух возвращается в человеческое тело, но Молл тяжело ранена и не приходит в себя. Робин засыпает и, превратившись в волчицу, уходит в логово вместе со стаей. Там Мэб пытается использовать способность сноволков исцелять раны, чтобы оживить мать, но ей это не удаётся. Солдаты приближаются к логову, сжигая по пути лес.
Пытаясь защитить Мэб и стаю, Робин в облике волчицы набрасывается на солдат и лорда-протектора, однако тот почти одолевает её. В это время Гудфеллоу, которого волчица-Молл укусила на площади, сам превращается в волка и сбрасывает лорда-протектора в пропасть. Робин снова становится человеком и помогает Мэб оживить Молл.
Фильм заканчивается сценой, в которой Гудфеллоу, Молл, Мэб и Робин едут в повозке в поисках лучшего места для жизни, за ними следует волчья стая.

## Роли озвучивали
- Хонор Нефсей — Робин Гудфеллоу
- Ева Уиттакер — Мэб
- Шон Бин — Билл Гудфеллоу
- Саймон Макберни — Лорд-протектор
- Мария Дойл-Кеннеди — Молл
- Томми Тирнан — дровосек
- Нора Твоми — Бриджет

## Разработка
Над мультфильмом работали мультипликатор и режиссёр Томм Мур и Росс Стюарт. Команда создателей состояла из 200 человек, но одновременно над мультфильмом трудились не более 60-80 человек. «Легенда о Волках» — это завершающая часть трилогии мультфильмов, имеющих в основе сюжета мотивы кельтской мифологии, куда также входят «Тайна Келлс» и «Песнь моря». Все три мультфильма со слов создателей затрагивают темы природы, столкновения старого и нового, потери, воспитания детей и стремление сохранить и трансформировать древнее искусство, находящееся под угрозой исчезновения. Сюжет «Легенды о Волках» описывает времена середины XVII века, период, когда Англия завоевала Ирландию и утверждала там своё превосходство. Главный злодей — лорд-протектор Оливер Кромвел является реальной исторической личностью. Хотя по мнению некоторых зрителей персонаж получился сугубо отрицательным, Мур и Стюарт утверждают, что сделали его образ более человечным и добрым, нежели исторический Кромвел, «утопивший восставшую Ирландию в крови».
Сценарий для мультфильма начал писаться ещё во время создания «Песни Моря». В его основу легла идея внезапной встречи и дружбы двух детей, каждый из которых принадлежал к противостоящим на тот момент английскому и ирландскому обществу. В раннем варианте сценария главная героиня Робин должна была быть мальчиком, однако у такому персонажу не смогли подобрать внутренний конфликт в контексте развития сюжета, тогда создатели решили сделать главного героя девочкой, с её желание стать охотницей, стремясь таким образом пойти по стопам отца, что противоречило установленным нормам в отношении женщин той временной эпохи. Соответственно, некоторые сюжетные аспекты также были почти полностью переписаны.
Работая над художественным стилем, создатели вдохновлялись творчеством французского колориста Сирила Педроса, американского автора комиксов Майка Миньола и британской художницы Эмили Хьюз. Также они вдохновлялись такими мультфильмами, как «101 далматинец», «Робин Гуд», «Сказание о принцессе Кагуя» и «Человек-паук: Через вселенные». При этом визуальный стиль похож на предыдущие мультфильмы студии, хотя и есть различия, например если на стиль «Тайны Келлс» влияло художественное оформление Келлской Книги, то стиль «Легенды о Волках» больше был вдохновлён гравюрами XVII века, для которых типичны резкие линии и грубые штрихи. Представленный в мультфильме город намеренно лишён перспективы, чтобы передать эффект лабиринта, лишённого выхода. По мере развития сюжета, город приобретает объём, олицетворяя приобретение героиней свободы. Визуальный стиль персонажей также разнится, если горожане прорисованы чётко, то у обитателей леса заметны следы от карандашных линий, что отражает их экспрессивность и дикость.

## Награды и номинации
- 2021 — Премия «Спутник» за лучший анимационный фильм
- 2021 — Премия Ассоциации кинокритиков Лос-Анджелеса за лучший анимационный полнометражный фильм
- 2021 — Премия «Золотой глобус» за лучший анимационный фильм (номинировался)
- 2021 — Премия BAFTA за лучший анимационный фильм (номинировался)
- 2021 — Премия «Энни» за озвучку в полнометражном фильме — Еве Уиттакер за роль Мэб
- 2021 — Премия Гильдии продюсеров США за лучший анимационный фильм (номинировался)
- 2021 — Премия «Оскар» за лучший анимационный полнометражный фильм (номинировался)

## Критика
Фильм получил положительные отзывы: так, на Rotten Tomatoes он имеет долю одобрения 99 % на основе 148 рецензий, со средней оценкой 8.7/10, на Metacritic у фильма 87 баллов из 100 на основе 28 рецензий.